# Les Infortunes d'un explorateur
Les Infortunes d'un explorateur či Les Infortunes d'un explorateur ou les momies récalcitrantes je francouzský němý film z roku 1900. Režisérem je Georges Méliès (1861–1938). Z filmu se dochovalo jen několik sekund.

## Děj
Průzkumník vstoupí do podzemní hrobky, kde si všimne sarkofágu, do kterého se zavře. Z ní ho vystrnadí duch, který se změní v rozzlobenou bohyni, která na něj sešle tři staroegyptská monstra, která na průzkumníka zaútočí a uvězní ho do sarkofágu. Bohyně sarkofág magicky zapálí a vzápětí oheň zastaví. Průzkumník se vypotácí ven a je zahnán pryč.